# ケンタウルス座ベータ星
ケンタウルス座β星は、ケンタウルス座の恒星で全天21の1等星の1つ。

## 概要
ケンタウルス座α星と並んで輝いており、黄色く輝くα星に対し青白いβ星の色合いは対照的である。α星もβ星も南緯29度以南の地域では周極星になるが、日本では奄美以南でないと見ることが出来ない。
それ自体が分光連星系を成している1等星の主星Aと4等星の伴星Bによる三重連星を構成している。A星を構成する恒星AaとAbの質量を合計すると太陽の14.7倍あり、ある研究結果では一方がもう一方より4%だけ重いとしている。AaとAbは軌道長半径3.0au、近点距離0.53au、遠点距離5.5auという細長い軌道で、Aa+Abの共通重心を357日周期で周回している。B星はA星（Aa+Ab）から最低120au離れた軌道を225年掛けて周回している。
ケフェウス座β型の脈動変光星で、眼視観測では変光はわからないが短時間でごくわずかな光度の変化を示す。

## 名称
学名は、β Centauri（略称はβ Cen）。固有名ハダル (Hadar) はアラビア語の حضار (Ḥaḍār, ハダール、語末母音を含む発音は حَضَارِ, Ḥaḍāri, ハダーリ) が由来で、意味に関してアレンは「地面」の意味であるとしている。
一方複数アラビア語大辞典ではこの星の名前を通常の名詞ではなく語末が母音i（カスラ）になる動詞命令形の意味を持つ語形であると説明。اُحْضُرْ（uḥḍur, ウフドゥル, 「来い；居合わせ、居合わせよ」の意）と同義であるとしているほか、語末が古いヒジャーズ地方やタミーム族アラビア語方言の名残りとされる母音iで終わる女性名詞であり星の名前、白牛・白いウシ科動物を指す名称としても使われる、としている。
また語末がi音で固定されない普通の名詞 حَضَار（ḥaḍār, ハダール）の場合は「白ラクダ」を意味。この星の光が白色系であることから白牛なり白駱駝なりの名称で呼ばれたと説明しているアラビア語大全もある。
2016年8月21日に国際天文学連合の恒星の命名に関するワーキンググループ (Working Group on Star Names, WGSN) は、Hadar をケンタウルス座β星Aaの固有名として正式に承認した。
別名のアゲナ (Agena、アジェナ) は、ギリシャ文字のアルファ (Α) とラテン語で「ひざ」を意味する gena に由来すると考えられている。